# Petter Georg Sundius

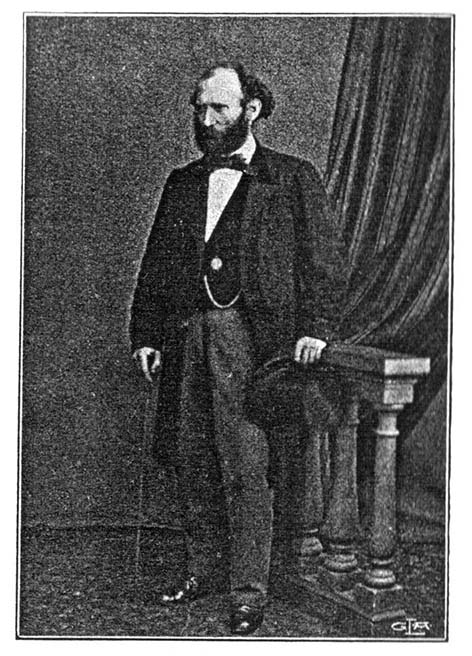
Petter Georg Sundius.

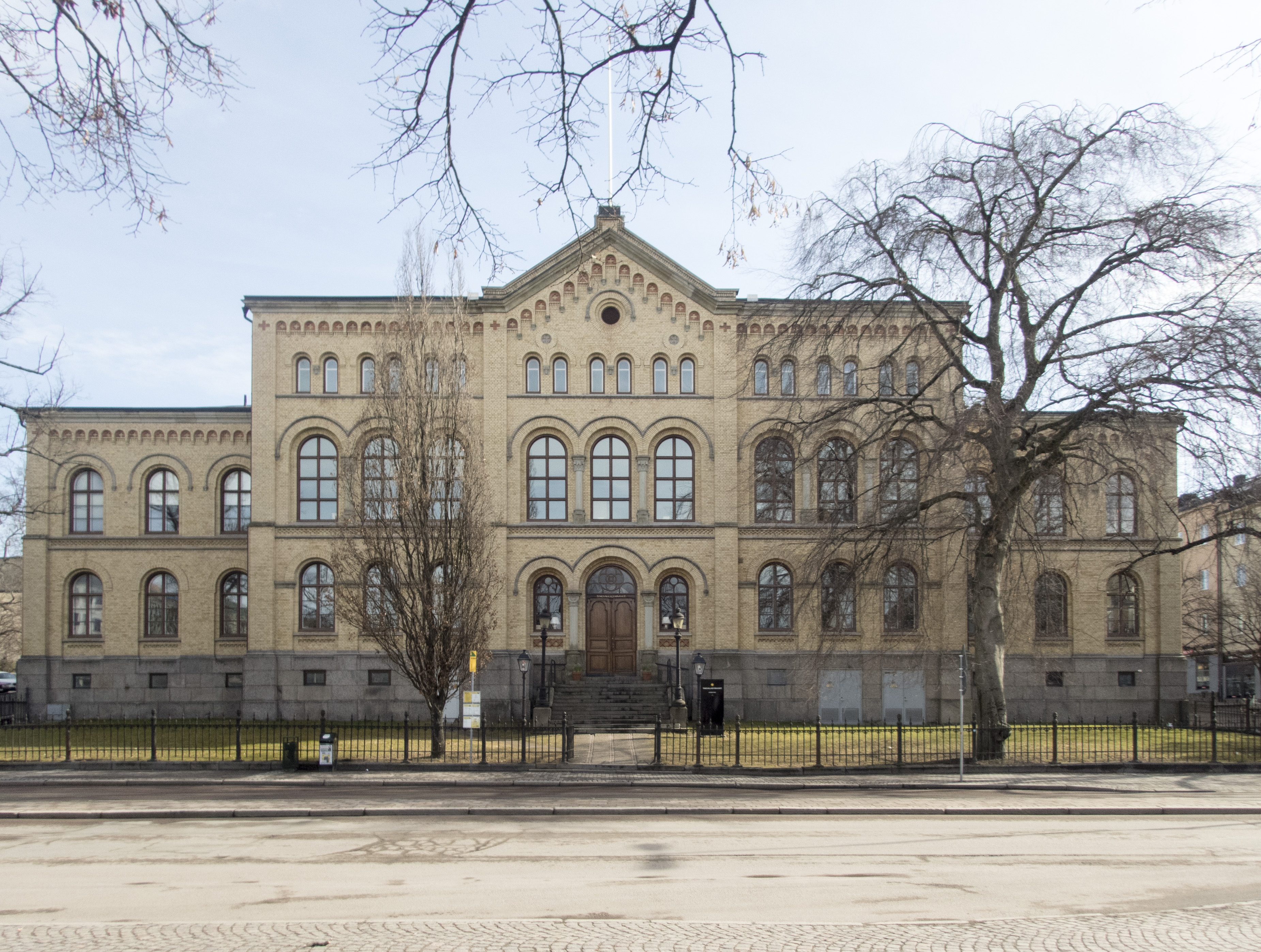
Tingvallagymnasiet i Karlstad

Petter Georg Sundius, född 29 september 1823 i Säter, död 20 april 1900 i Stockholm, var en svensk arkitekt, kartograf och tecknare.
Han var son till kronofogden Gustaf Mauritz Sundée och Soifia Helena Enander och gift med Fredrika Amalia Lindahl. Sundius arbetade först som sjöman innan han studerade arkitektur vid Teknologiska institutet 1843–1847. Som frivillig deltog han 1848 i 12:e lätta bataljonen i Dansk-tyska kriget. Efter återkomsten till Sverige studerade han under Georg Theodor Chiewitz, hos vilken han under tre år vistades i Finland. Han deltog som arkitekt vid världsutställningarna i London 1851 och 1862
Han ägnade han sig åt arkitekturverksamhet och arbetade huvudsakligen med den praktiska byggnadskonsten och särskilt åt införandet av bättre och tidsenligare byggnader för jordbruket. Han utförde en samling ritningar för lantbruk som utgavs av Johan Theodor Bergelin 1858–1859. Han utgav 1873 skriften Beskrifning öfver den 1873 upprättade ... kartan för reglering och utvidgning av Sundsvalls stad. Som illustratör medverkade han med teckningar i Illustrerad Tidning.  
Sundius omreglerade flera städer i Sverige och Finland, utförde åtskilliga badinrättningar, till exempel Norrtäljes och, för Carl Curman, delvis Lysekils, Malmtorgsbadet och Sturebadet. Han uppgjorde ritningar till den äldre Djurgårdsbron (tillsammans med Chiewitz), till Karlstads högre allmänna läroverks nya byggnad (tillsammans med C J Westergaard), Sjömanskapellet i Sundsvall m.m. Under en längre tid var han överlärare i husbyggnadskonst vid Slöjdskolan (senare: Tekniska skolan) i Stockholm. I Gävle ritade han bankhusen på Drottninggatan för Gävle handelsbank (1878) och Uplandsbanken (1870).